# Караев, Давид Лейбович
Дави́д Ле́йбович (Дмитрий Львович) Кара́ев (1882, Бобруйск, Минская губерния — 12 [25] января 1918 или 13 [26] января 1918, Евпатория) — русский революционер, подготавливал установление Советской власти в Евпатории, но был убит неизвестными.

## Биография
Родился в 1882 году в Бобруйске. Еврей. Сын маляра.

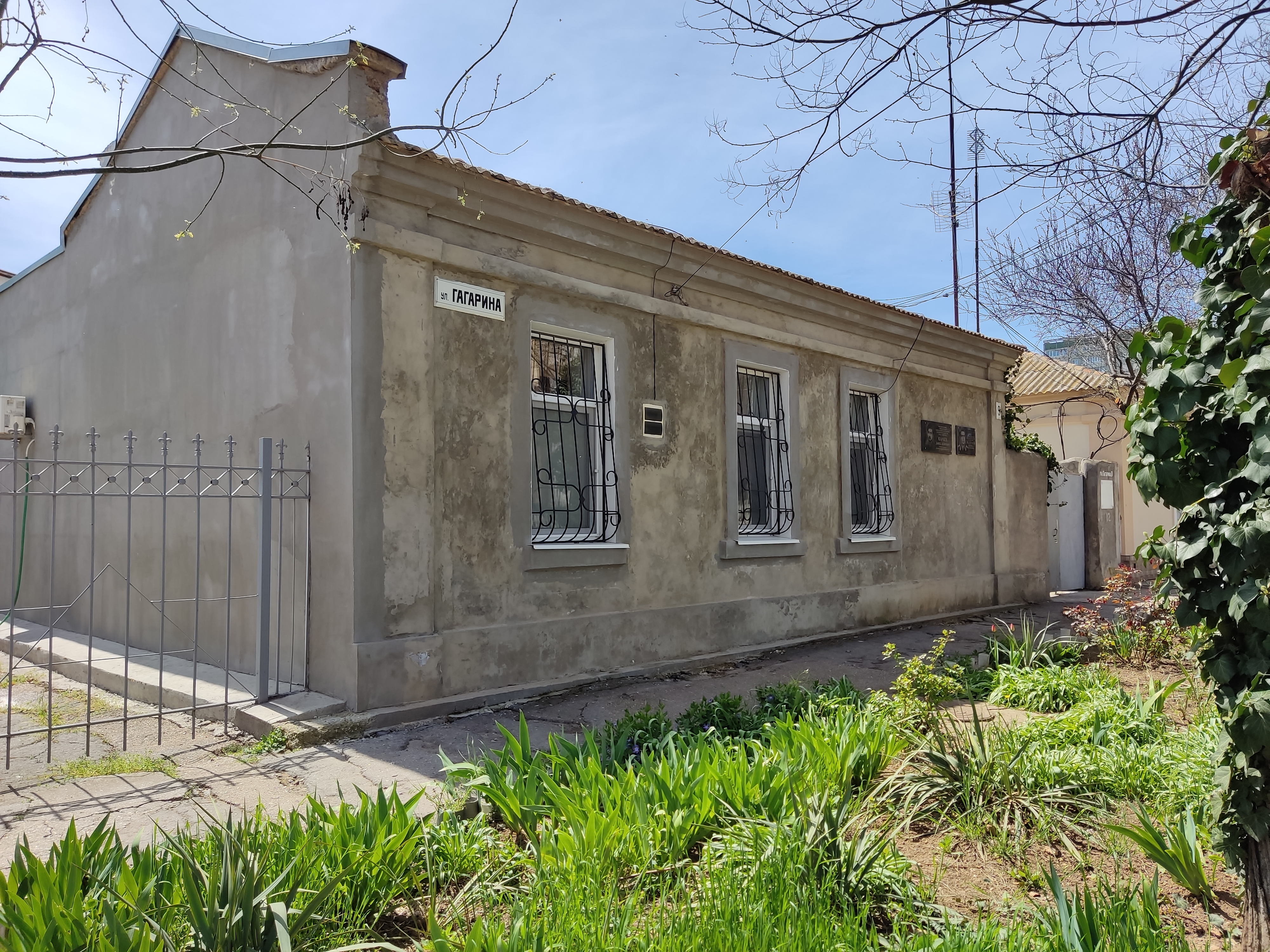
Дом на ул. Гагарина в Евпатории, где проживал Караев

Состоял в Партии социалистов-революционеров (эсеров). Участвовал в революции 1905—1907 годов: распространял нелегальную литературу, организовывал тайные собрания, явки и прочее. Под угрозой ареста покинул Бобруйск. Поселился в Батуме, работал грузчиком в порту. Из-за тропической лихорадки в 1909 году переехал по совету врачей в Евпаторию, где работал в каменоломнях, на строительстве железнодорожной ветки Евпатория — Сарабуз, маляром. Проживал в съёмной комнате одной из дач на ул. Надеждинской, в политической жизни не участвовал. До революции увлекался толстовством. После Февральской революции возобновил членство в эсеровской партии. Создал и возглавил профсоюз строителей. Впоследствии вступил в местную ячейку РСДРП (интернационалистов), участвовал в организации городской большевистской организации РСДРП, в создании Красной гвардии. Возглавил новосозданное Евпаторийское городское объединение профсоюзов. С октября 1917 года — товарищ (заместитель) председателя Евпаторийского Совета рабочих, солдатских и крестьянских депутатов. В ноябре встал во главе нового состава городского партийного комитета РСДРП(б).
В конце ноября — начале декабря 1917 года в Евпаторию с севера стекались противники революции (буржуазия, юнкера, офицеры), а с фронта возвращались крымские татары — «эскадронцы», подчинённые «Штаба Крымских войск» и военного директора Д. Сейдамета. Периодически стали проходить столкновения с революционными рабочими, матросами и солдатами, эскадронцами был совершён налёт на партклуб. После установления советской власти в Севастополе, в конце декабря Караев был избран председателем Совета рабочих, солдатских и крестьянских депутатов Евпатории. Обстановка в городе накалялась, в связи с чем был образован подпольный военно-революционный комитет во главе с Караевым. В начале января 1918 года была создана красная гвардия, у которой не было оружия. Попытка сагитировать эскадронцев ни к чему не привела. 11 января в Евпаторию прибыл представитель Севастопольского Совета, велись переговоры о высадке в городе на следующий день красного десанта. Узнав об этом, белые офицеры активизировали свои действия и захватили береговую батарею, находившуюся за городом в дачном районе, взяв в плен оборонявших её 40 артиллеристов-солдат. По собственной инициативе Караев в одиночку направился на переговоры с целью остановить наступление и добиться освобождения пленных, однако оказался схвачен, избит и ночью ещё живым был закопан в прибрежный песок возле дачи, занимаемой штабом белогвардейцев.

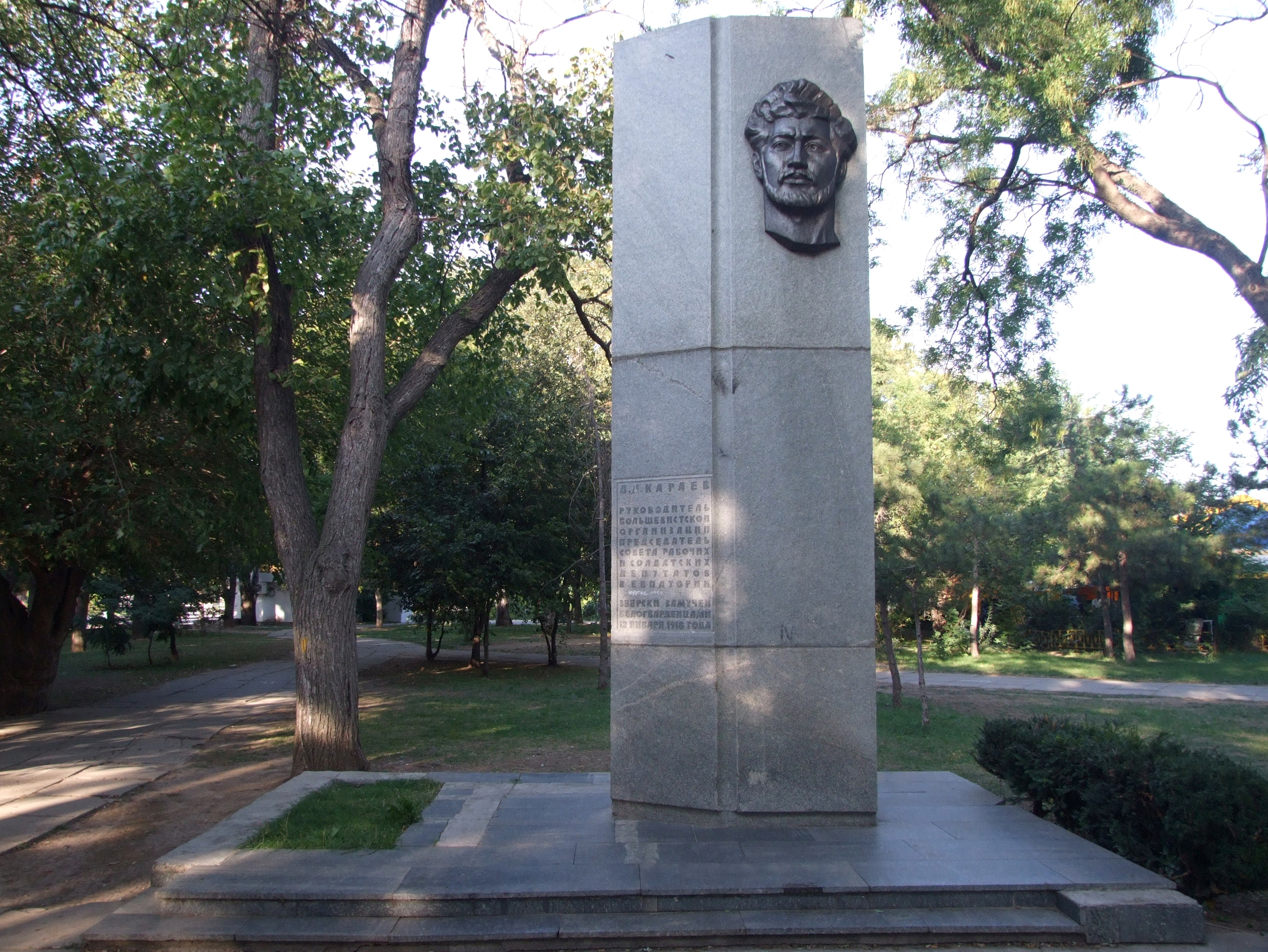
Памятник председателю Совета рабочих, крестьянских и солдатских депутатов Евпатории Д. Л. Караеву.

Как только об этом стало известно (его труп утром обнаружил проезжавший мимо на велосипеде почтальон), один из евпаторийских большевиков был отправлен в Севастополь с информацией, что в городе началось избиение революционеров и с просьбой прислать вооружённую силу для подавления контрреволюции. На следующий день, 14 (27) января 1918 года на транспортном судне «Трувор», гидрокрейсере «Румыния», буксирах «Геркулес» и «Данай» на рейд Евпатории из Севастополя прибыл отряд революционных матросов и красногвардейцев числом до полутора тысяч. Город в течение примерно сорока минут обстреливался из орудий гидрокрейсера, затем на берег был высажен десант в примерно тысячу бойцов. Эскадронцы и офицеры покинули Евпаторию с началом боевых действий. Город перешёл под контроль севастопольского отряда и местных большевиков.
18 января состоялись торжественные похороны Караева. Очередной номер газеты «Революционная Евпатория» был посвящён Д. Караеву. Виновные в убийстве найдены не были.

По воспоминаниям мемуариста А. Л. Сапожникова: 
…Никто не знал, кто убил Караева. Никакого следствия не было, да, наверное, в тех условиях и быть не могло. Сельвинский же утверждает, что физическим убийцей Караева является капитан Новицкий. Пусть это лежит на совести писателя: я же уверен, что ни Выгран, ни Новицкий такой уголовщиной лично не занимались.
Составители биографического справочника «Памятник борцам пролетарской революции, погибшим в 1917—1921 гг.» возлагали вину за убийство Караева на эскадронцев.

Согласно В. Елагину, откопавшие тело Караева члены партии рабочий Ф. Чирков и лётчик Гехтман увидели следующее:
Труп вождя был ужасен. Он носил следы побоев, штыковых и пулевых ранений, спинной хребет был переломлен и согнут так, что голова приходилась к ногам. Впоследствии врачи констатировали, что смерть произошла не от ран, а исключительно от перелома хребта. Значит, в момент совершения казни, достойной средневековых застенков, Караев был жив и, быть может, даже в сознании.

### Семья
Жена — Елизавета Пружинина, приехала в Евпаторию из Бобруйска в сентябре 1909 года. Дочь — Клавдия (род. 1912). Сын — Михаил Давидович (1914—2003), участник Великой Отечественной войны, почётный гражданин Евпатории.

## Память

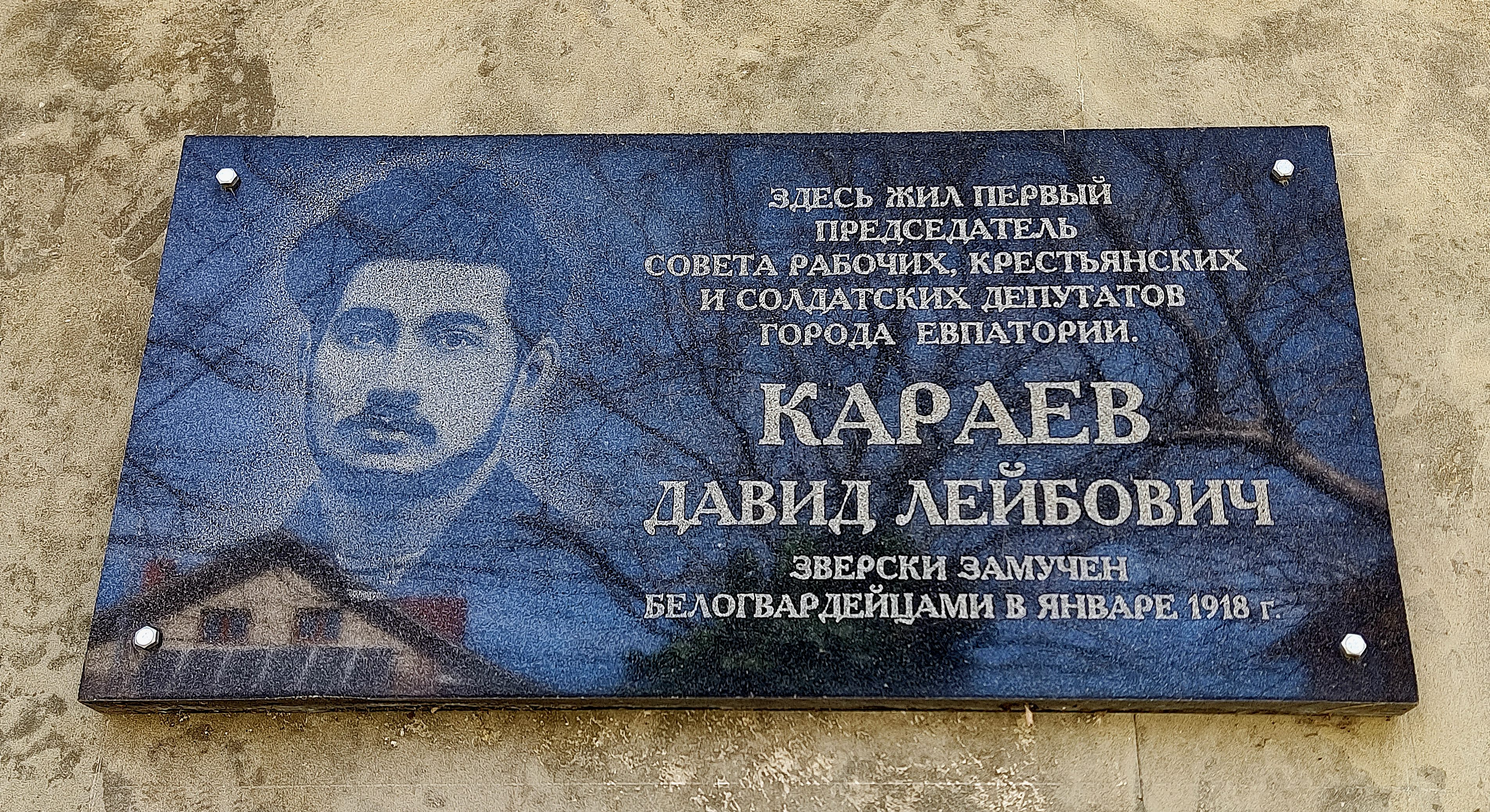
Памятная табличка

- Именем Караева названы улица и городской сад в Евпатории. Предложение Евпаторийского военно-революционного комитета о переименовании города в Караев не нашло поддержки в Петрограде[2].
- Мемориальная стела с горельефом в саду имени Караева по ул. Революции (скульптор А. Е. Шмаков, архитектор В. В. Сошенко). Открыта 9 сентября 1969 года[2].
- Мемориальная доска на доме в Евпатории, где жил Караев (ул. Гагарина, 9)[6][14].
- Давид Караев является одним из персонажей автобиографического романа И. Л. Сельвинского «О, юность моя!»[15]
- Морской прогулочный теплоход «Давид Караев» (проект 1430, тип Александр Грин), приписанный к Евпатории. Построен в 1974 году на Ильичёвском судоремонтном заводе, списан в 1993 году и утилизирован[16].